# 東京メディカル・スポーツ専門学校
東京メディカル・スポーツ専門学校（とうきょうメディカル・スポーツせんもんがっこう）は、東京都江戸川区西葛西3-1-16にある専門学校。

## 概要
東京都江戸川区西葛西に所在し、柔道整復師、鍼灸師、理学療法士を養成する専門学校。